# 上山博之
上山 博之（うえやま ひろゆき、1978年6月25日 - ）は、島根県出身の元バスケットボール選手。ポジションはガード。183cm、74kg。

## 人物
松江北高校から愛知学泉大学を経て、2001年、トヨタ自動車アルバルクに入団。
2005年にスーパーリーグに新規加入となった福岡レッドファルコンズに移籍しプロ契約を結ぶ。しかし、チームがシーズン半ばで解散したため、bjリーグのアーリーチャレンジ制度を利用し、仙台89ERSと契約した。（福岡から同制度で契約した選手は他に埼玉ブロンコスの庄司和広がいる。）
契約終了後、日立サンロッカーズに移籍。bjからJBLに移籍した最初の選手となる。（JBL→bjの移籍選手は多いが、bj→JBLの移籍をした選手は2007年現在、他に同じく仙台からレラカムイ北海道に移籍した大西裕之のみである。JBL2には元埼玉ブロンコスの選手が2人在籍している。）
2011年引退。

## 経歴
- 松江北高 - 愛知学泉大学 - トヨタ自動車(2001年〜2005年) - 福岡レッドファルコンズ(2005年)  - 仙台89ERS(2006年)  - 日立(2005年〜2011年)